# Copa do Mundo de Esqui Alpino de 1995
A Copa do Mundo de Esqui Alpino de 1995 foi a 29º edição da Copa do Mundo, ela foi iniciada em dezembro de 1994 na França e finalizada em março de 1990 na Itália.
O italiano Alberto Tomba venceu no masculino, enquanto no feminino a austríaca Vreni Schneider foi a campeã geral.